# Scarus iseri
Scarus iseri es una especie de peces de la familia Scaridae en el orden de los Perciformes.

## Morfología
Los machos pueden llegar alcanzar los 35 cm de longitud total.

## Distribución geográfica
Se encuentra desde Bermuda, Florida, las Bahamas y el noreste del golfo de México hasta el norte de Sudamérica, incluyendo el Caribe.